# Magic Touch (Mike-Oldfield-Lied)
Magic Touch ist ein Lied des britischen Multiinstrumentalisten Mike Oldfield, das 1987 auf dessen Album Islands erschien und im Februar 1988 als Single ausgekoppelt wurde.

## Hintergrund
Als Mike Oldfield Ende der 1970er Jahre in Througham (Gloucestershire) lebte, war Steve Winwood, der zur selben Zeit in der Nähe wohnte, bei ihm ein ziemlich häufiger Besucher in seinem Studio und half ihm gelegentlich auch bei Studioaufnahmen aus (so spielte Winwood beispielsweise 1979 Orgelparts für Oldfields Hit Guilty ein). Auch hinterher blieben die beiden in Kontakt und nachdem Moonlight Shadow ein Hiterfolg war, rief Winwood Oldfield an und bat ihn, etwas für ihn zu schreiben. Oldfield, der dies für eine großartige Idee hielt, verbrachte die nächsten Monate damit, ein Lied für Winwood mit dem Titel Magic Touch zu komponieren. In der Zwischenzeit war Winwood jedoch in die Vereinigten Staaten gezogen und hatte dort 1986 mit seinem Album Back in the High Life und der Hit-Single Higher Love große Erfolge gelandet. Oldfield bot ihm Magic Touch zwar an, Winwood zeigte sich jedoch nicht mehr an dem Lied interessiert. So beschloss Oldfield, den Song für sein nächstes Album selbst aufzunehmen.
Als Leadstimme für Magic Touch verpflichtete Oldfield den Sänger Max Bacon (GTR), sowie den späteren Asia-Sänger John Payne als Zweitstimme. Kurz zuvor hatte sich der Asia-Keyboarder Geoff Downes mit Max Bacon zusammengetan, um Songs für ein Projekt namens Rain zu schreiben, das allerdings nie verwirklicht wurde. An diesem Projekt war auch John Payne beteiligt, den Downes durch den GTR-Bassisten Phil Spalding, der zu dem Zeitpunkt auch für Oldfield spielte, kennengelernt hatte.
Bacons Gesang ist jedoch nur auf der nordamerikanischen Version zu hören, die 1988 veröffentlicht wurde, um aus Bacons Bekanntheit beim US-Publikum als Sänger von GTR Kapital zu schlagen. Auf der europäischen Albumversion singt hingegen Jim Price das Lied, da Bacon zu dieser Zeit noch bei Arista Records unter Vertrag stand.

## Musikvideo
Das Musikvideo zu Magic Touch wurde unter der Regie von Alex Proyas in dem historischen Landhaus Mentmore Towers in Buckinghamshire gedreht. Der im Video zu sehende Sänger ist Jim Price, es wurde für den nordamerikanischen Markt keine alternative Version des Clips mit Max Bacon gedreht.

## Veröffentlichung
Magic Touch erschien am 22. Februar 1988 in der von Max Bacon gesungenen Version als dritte Single-Auskopplung aus Islands. Das vierminütige Instrumental Music for the Video Wall bildete dabei die B-Seite der Single. Die Maxi-Single enthielt zusätzlich einen alternativen Mix von Magic Touch. Alle Single-Formate erschienen dabei ausschließlich in Deutschland, Australien und den USA. Das Artwork der Single war in Europa und Nordamerika unterschiedlich. Das europäische Artwork zeigt Oldfield vor einem blauen Hintergrund stehend, auf dem Schatten von Händen zu sehen sind. Das nordamerikanische Artwork ist dagegen in einem ähnlichen Stil wie das Albumcover gehalten und zeigt Hände, die aus dem Meer ragen.

## Chartplatzierungen
Magic Touch landete im Januar 1988 auf Platz 10 der Billboard Hot Mainstream Rock Tracks und war damit nach der Singleversion von Tubular Bells (1974) und Family Man (1983, in der Version von Hall & Oates) der dritte und letzte nennenswerte Charterfolg für Oldfield in den USA.